# Вашконселуш, Мен Родригеш де
Мен Родри́геш де Вашконсе́луш (порт. Mem Rodrigues de Vasconcelos) — португальский военачальник второй половины XIV века в период Португальского междуцарствия. Сторонник провозглашения магистра Ависского ордена королём Жуаном I. Принял активное участие в битве при Алжубарроте (1385). Магистр португальского ордена Сантьягу с 1387 года. Героя сражения при Алжубарроте не следует путать с его тёзкой Меном Родригешем де Вашконселушем (ок. 1275—1330/1339).

## Передача имени
До реформы 1911 года встречались различные варианты орфографии:
- Men Rodriguez de Vasconcelos[1]
- Mem Rodrigues de Vasconcellos[2]

в настоящее время общепринятое написание имени
- Mem Rodrigues de Vasconcelos[3]

Несмотря на то, что согласно правилу португальско-русской практической транскрипции в современном русском языке принята орфография Мен Родригеш Вашконселуш, О. А. Овчаренко использует вариант Вашкунселуш.

## Герб и родословная

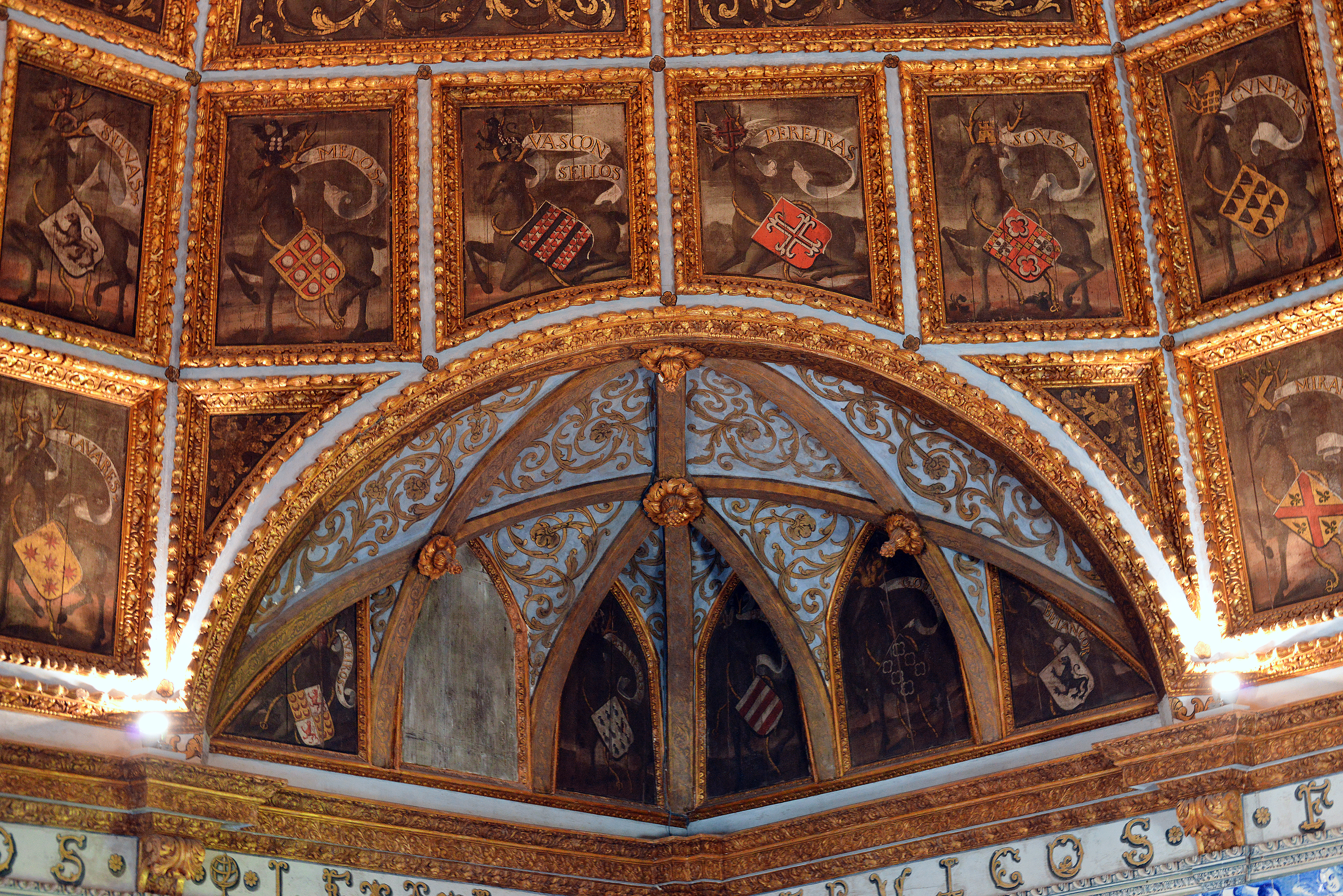
Герб Вашконселушей в Гербовом зале Национального дворца в Синтре

Мен Родригеш принадлежал к наиболее молодой ветви рода Вашконселуш — сеньорам Соальяйнш (senhores de Soalhães), впоследствии получившим титул графов де Пенела (condes de Penela). Герб Вашконселушей представлен в Гербовом зале Национального дворца в Синтре (№ 11): на чёрном поле французского щита три парных пояса, на каждом из которых чередуются волнистые полосы: серебряные верхние и красные нижние. На нашлемнике восстающий вооружённый лев с красным языком, несущий геральдические фигуры щита. Когти льва обагрены кровью.
О прапрадеде по отцовской линии, Жуане Переше де Вашконселуш, прозванному по одной версии Неженкой (João Peres de Vasconcelos, o Tenreiro), но по другой — Упрямцем (Temeiro), имеются обширные описания в «Книге родословных» (Livro de Linhagens) Педру Афонсу, 3-го графа де Барселуш. Саншу II заклеймил его как строптивого мятежника, поскольку тот не желал сознаваться в вероломном убийстве. Впоследствии в 1248 году Жуан Неженка перешёл на сторону Кастилии.
Прадед по линии отца, Родригу Анеш де Вашконселуш, был португальским трубадуром, умер до 1297 года, сохранилось его 6 кантиг.

## Биография
Глава семейства Гонсалу Мендеш де Вашконселуш (Gonçalo Mendes de Vasconcelos), был известным феодалом времён Фернанду I, несколько раз упоминался в хронике короля, получил от него в дар прилегавшие к Соальяйншу земли и был назначен им в 1373 году главным алкайдом Коимбры (alcaide mor), стал сеньором Лоузан. Над прибавившимися к этим другим владениям получил от короля большую власть, которой пользовались графы и военно-монашеские ордена. От его второго брака с Терезой Родригеш Рибейрой (Teresa Rodrigues Ribeiro) родилось три наследника. Все три сына, старший — Жуан Мендеш де Вашконселуш, средний — Мен Родригеш де Вашконселуш и младший — Руй Мендеш де Вашконселуш, как по отцовской, так и по материнской линиям принадлежали к португальской знати и впоследствии стали основателями трёх титулованых ветвей рода Вашконселуш. Их дед по отцу, Мен Родригеш де Вашконселуш, был владельцем (сеньором) фамильной башни Вашконселуш (Torre de Vasconcelos).
Некоторые источники указывают, что носивший имя своего деда Мен Родригеш де Вашконселуш родился в Алка́сер-ду-Сал. Во времена Португальского междуцарствия 1383—1385 годов выступил сторонником магистра Ависского ордена. В марте 1385 года Мен Родригеш и его младший брат Руй Мендеш заседали в кортесах в Коимбре, участвуя в избрании магистра королём Португалии Жуаном I.
В сражении при Алжубарроте командовал славным «Крылом Возлюбленных» (порт. Ala dos Namorados), располагавшимся в непосредственной близости от авангарда 2-го коннетабля Португалии Нуну Алвареша Перейры, что поэтически воспел Камоэнс, гениальный португальский поэт и автор героического эпоса «Лузиады»:
XXIV
Я говорю о Нуну: как Аттила
Для франков был бичом и италийцев,
Так Нуну молвь людская объявила
Бичом спесивых, дерзостных кастильцев.
Росла и крепла португальцев сила,
Они в тяжелый час приободрились,
Вел правый фланг сам Вашкунселуш смелый,
Воитель славный, дерзкий и умелый.
(Песнь IV, октава 24. Перевод О. А. Овчаренко)
Войска португальцев были разделены на две линии и два крыла. Первую линию, авангард из 600 копьеносцев, возглавлял Нуну Алвареш Перейра. Правым крылом, «Крылом Возлюбленных» из 200 копейщиков, командовали Мен Родригеш де Вашконселуш и его младший брат Руй Мендеш. Левое крыло из 200 португальцев и иностранцев (англичан) находилось под началом Антана Вашкеша (Antão Vasques). Над арьергардом из 700 воинов развевался стяг короля. О том, что «Крыло Возлюбленных» насчитывало 200 копий писал ещё Фернан Лопеш в «Хронике Жуана I».
За преданность и поддержку магистра Ависского ордена в период междуцарствия 1383—1385 годов получил многочисленные владения. Дарственные грамоты хранятся в архиве Канцелярии Жуана I и датируются 1384 годом (20 мая получил Альядаш; 14 июня — имущество в Лиссабоне и 20 июня — в Беже; 10 сентября — в Лиссабоне и 24 сентября получил владения в Монсараше, конфискованные у перешедшего на сторону Кастилии предателя Гонсалу Родригеша де Соузы). В 1385 году 13 февраля было даровано имущество в Торреш Ведраш, а 19 мая в Понте де Лиме. После коронации монарх новой династии не забывал верного соратника. В ноябре 1385 года Мен Родригеш де Вашконселуш уже упоминался в качестве вассала короля. В 1387 году король Жуан I назначил его магистром военного ордена Сантьягу. Однако, в то время братия уже имела своего магистра, которого же самостоятельно избрала по уставу ордена. Хотя случай назначения королём магистра вопреки волеизъявлению монахов уже имел прецедент, когда монарх выбрал Фернана Родригеша де Секейру (Fernão Rodrigues de Sequeira) магистром Ависского ордена. Папа Римский Урбан VI утвердил Мена Родригеша де Вашконселуш в качестве магистра португальского ордена Сантьягу буллой от 17 февраля 1388 года, а его преемник папа Бонифаций IX подтвердил данное решение.

## Потомки
Мен Родригеш де Вашконселуш имел многочисленное потомство, но все его дети были рождены вне брака.
Трое получили законные права грамотой 28 сентября 1391 года
- Диогу Мендеш де Вашконселуш (Diogo Mendes de Vasconcelos)[20]
- Инеш Мендеш де Вашконселуш (Inês Mendes de Vasconcelos)[20]
- Леонор Мендеш де Вашконселуш (Leonor Mendes de Vasconcelos)[20]

уже при исполнении обязанностей магистра упоминались
- Лопу Мендеш де Вашконселуш (Lopo Mendes de Vasconcelos)[20][11]

трое получили законные права грамотой от 3 мая 1408 года
- Дона Беатриш де Вашконселуш (D. Beatriz de Vasconcelos, дочь от некоей Инеш Мартинш (Inês Martins))
- Диогу Гонсалвеш де Вашконселуш (Diogo Gonçalves de Vasconcelos)[20]
- Гонсалу Мендеш де Вашконселуш (Gonçalo Mendes de Vasconcelos II, так же звали деда)[20]

ещё двое получили законные права грамотой от 5 мая 1408 года
- Мен Родригеш де Вашконселуш-у-Гагу (Mem Rodrigues de Vasconcelos-o-Gago)[20] (сын от Беатриш Нунеш де Морайш (Beatriz Nunes de Morais))
- Жуане Мендеш де Вашконселуш (Joane Mendes de Vasconcelos[20], сын от Констанции Анеш (Constança Anes))

упоминается ещё один сын
- Руй Мендеш де Вашконселуш (Rui Mendes de Vasconcelos II, носил имя дяди, брата отца)[21]